# Вільям Дюваль
Вільям Бредлі Дюваль (англ. William Bradley DuVall) — американський музикант, вокаліст і гітарист гурту Alice in Chains.
Вільям Дюваль вважається одним із родоначальників гардкор-панк-сцени Атланти середини 1980-х років у складі гурту Neon Christ. Згодом він заснував кілька музичних проєктів, серед яких джазове пауер-тріо No Walls, глем-роковий гурт Madfly і хеві-металічний колектив Comes with the Fall. Дюваль також став автором хіта «I Know» американської ритм-енд-блюзової співачки Діонн Ферріс, за що удостоївся нагороди Американського товариства композиторів, авторів і видавців.
На початку 2000-х років Дюваль став відомий у США завдяки спільним гастролям із гітаристом Джеррі Кантреллом. 2006 року він приєднався до гурту Alice in Chains, що входить до «великої четвірки гранджу», замінивши покійного вокаліста Лейна Стейлі. У складі сіетлського колективу Дюваль випустив три студійні альбоми, зумівши заручитися підтримкою прихильників і критиків, і ставши невіддільною частиною гурту.

## Біографія

### Дитинство та юність
Вільям Бредлі Дюваль народився 6 вересня 1967 року у Вашингтоні, округ Колумбія. Бабуся по лінії батька була родом із Південної Кароліни, а по лінії матері — з Делавера, в її роду були нідерландці та північноафриканські маври. У родині Дюваля любили слухати музику, але на музичних інструментах ніхто не грав. Коли хлопчикові було вісім років, до будинку Дювалів переїхав двоюрідний брат Вільяма Дональд, взявши з собою невелику колекцію платівок. Під впливом брата Дюваль жадібно слухав усе, що потрапляло під руку, включно з Карлосом Сантаною, Роєм Ейєрсом і Weather Report. Найбільше враження на молодого меломана справив Джимі Гендрікс, почувши гру якого Дюваль загорівся бажанням стати гітаристом. Він знайшов у підвалі стару акустичну гітару з нейлоновими струнами, що належала дядькові, і почав вчитися на ній грати. Коли музиканту-початківцю виповнилося дев'ять, кузен Дональд пішов служити на флот, а з першої зарплати купив молодшому братові першу електрогітару Fender Mustang. Батьки з розумінням ставилися до уподобань сина і не заперечували проти того, щоб він відвідував концерти або грав на музичних інструментах, хоча сумнівалися, що Вільям зможе стати професійним артистом і так заробляти на життя. Родичі по лінії матері наполягали, щоб молодий чоловік здобув належну освіту та освоїв престижну спеціальність, наприклад, ставши юристом або викладачем коледжу.
Свій перший концерт як глядач Дюваль відвідав у дев'ятирічному віці: ним став виступ Weather Report. На виступи він найчастіше ходив разом із мамою, оскільки дітям було заборонено перебувати в клубах без супроводу дорослих. Матері часто доводилося бути присутньою на виступах разом із сином і слухати виконавців, які були їй не до душі (наприклад, Public Image Ltd або Ramones). Одного разу юнак самотужки проник на концерт Dead Kennedys, але його виявили охоронці та збиралися викинути із закладу. За Вільяма заступився учасник гурту Джелло Біафра, який назвав те, що відбувається, «апартеїдом у південноафриканському стилі» і дозволив темношкірому юнакові додивитися виступ під свою відповідальність.

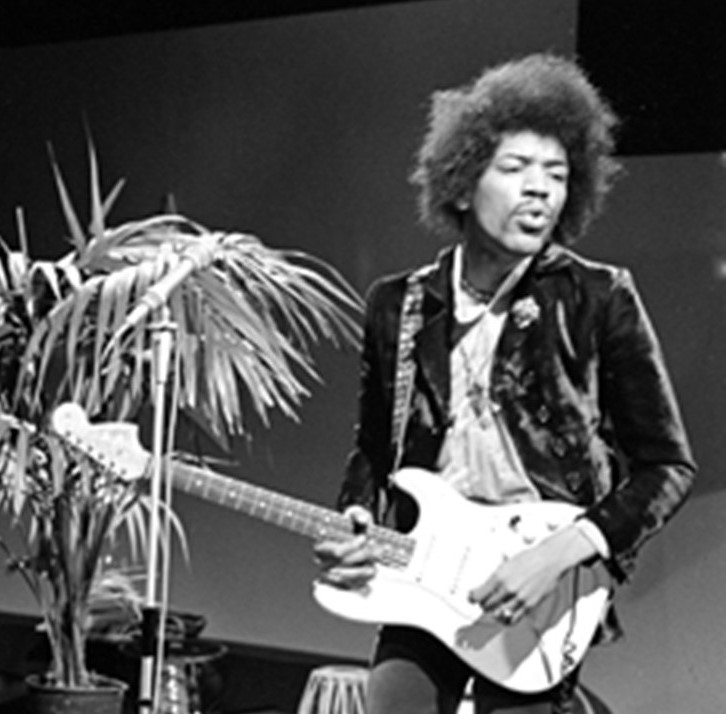
Незабутнє враження на юного Вільяма Дюваля справило прослуховування концертної платівки Band of Gypsys (1970) Джимі Хендрікса

Одним із перших записів, які вразили юного Вільяма, став альбом Band of Gypsys Джимі Гендрікса. Дюваль був вражений тим, як багато звуків міг видавати всього один інструмент, електрогітара в руках Гендрікса. Довгий час він не знав улюбленого виконавця в обличчя, оскільки слухав старі платівки без обкладинок, поки, нарешті, не побачив його фотографію на ксерокопії обкладинки чергового номера журналу Rolling Stone. Коли ж молодий шанувальник рок-музики застав виступ Гендрікса по телевізору — той виступав на фестивалі в Монтереї, — це стало для нього справжньою подією. До одинадцятирічного віку Дюваль уже непогано грав на гітарі, захоплюючись не тільки Гендріксом, а й Funkadelic, MC5, The Stooges, Джеймсом Улмером, Орнеттом Коулманом, The Velvet Underground, Лу Рідом і Робертом Квінном. Водночас підсвідомо юнакові хотілося виконувати екстремальнішу музику. Переломним моментом стало знайомство з каліфорнійським панк-гуртом Black Flag — Дюваль десь побачив зображення вокаліста Деза Кадени та запам'ятав його, хоча ніколи не чув музики гурту. 1981 року у Вашингтоні показували фільм Пенелопи Сфіріс «Занепад західної цивілізації», присвячений панк-сцені Лос-Анджелеса, де Вільям знову побачив логотип Black Flag і Грега Гінна, який грав на гітарі. Це агресивне звучання не було схоже ні на що з почутого раніше і моментально запало йому в душу. Ще одним виконавцем, який суттєво вплинув на музичний смак Вільяма, став авант-джазовий ансамбль Art Ensemble of Chicago. Дюваль прочитав про нього в журналі Musician і навіть зумів дістати кілька альбомів. Коли гурт виступав у клубі 9:30 у Вашингтоні, тринадцятирічний Вільям загорівся бажанням потрапити на концерт. Попри обмеження за віком, йому вдалося пробратися всередину разом із дідусем. Юний меломан був вражений не тільки музикою, а й зовнішнім виглядом артистів: вони активно використовували театральні ефекти, деякі учасники були вбрані в національні африканські костюми, їхні обличчя були вкриті різноколірною фарбою, а трубач носив уніформу хірурга або шеф-кухаря. Годинний виступ був рясно присмачений імпровізаціями та сольними партіями. На довершення всього трубач, який помітив Дюваля, здивувався юному шанувальнику і привернув до нього увагу перед початком чергової пісні, сказавши в мікрофон: «Це для нашого маленького брата».

### Захоплення панк-роком
Коли Вільяму виповнилося чотирнадцять років, мати повторно вийшла заміж, і сім'я переїхала з Вашингтона до Атланти, де його вітчим знайшов роботу. Музикант завжди пам'ятав про своє походження і зазначав, що воно наклало певний відбиток на його розвиток: «Чорний із Вашингтона має певний колорит, тобто його бачать скрізь. Це складно пояснити: ви дізнаєтеся це, коли побачите». У той час як Вашингтон був одним із центрів розвитку гардкор-панк-сцени, в Атланті про цей жанр практично не чули. У місті домінували гурти нової хвилі, які прагнули повторити успіх The B-52's і R.E.M. Проте Дюваль був навіть натхнений відсутністю панківської сцени в місті, адже йому надавалась можливість стати першопрохідцем у регіоні.
Перші дві панк-групи виникли в Атланті 1982 року і кардинально відрізнялися одна від одної. Перша з них називалася DDT і складалася з чотирьох білих; другим колективом стало чорношкіре тріо Awareness Void of Chaos (з англ. — «Усвідомлення порожнечі хаосу»), або просто AVOC, яке очолив Вільям Дюваль. Юний Дюваль, який отримав прізвисько «Кіп», жив у приміському Декейтері та часто виступав у клубі 688 Club, єдиному закладі, де дозволяли грати подібну музику — агресивну суміш регі та треш-металу. У багатьох клубах музиканту відмовляли через молодість, адже він почав виступи в чотирнадцятирічному віці. Вільям навіть не міг поодинці потрапити всередину як глядач, оскільки туди впускали лише з 19-річного віку, а 1983 року підвищили віковий ценз до 21 року.
Наполегливість Дюваля сприяла зростанню місцевої андеграундної сцени, що зосередилася навколо клубу Metroplex, і призвела до появи клубів без вікових обмежень. Панк-сцена міста розвивалася на тлі агресивних настроїв оточуючих: у той час в Атланті все ще можна було зустріти марші ку-клукс-кланівців, а чорношкірих час від часу вішали на горі Стоун-Маунтен. Грати важку музику в місті, що було частиною так званого Біблійного пояса, було просто небезпечно. Панків тут не любили ні поліція, ні вчителі, ні співробітники студій звукозапису, ні тим паче реднеки, які бродили вулицями та хотіли кого-небудь побити. Фактично Дюваль і його група перебували поза законом: підлітки не отримували дозволу на виступи, ніхто не забезпечував їхню безпеку під час концертів, а найкраще, що для них могли зробити дорослі, — це просто виділити приміщення для виступу, в іншому вони були надані самі собі.
Після розпаду AVOC восени 1983 року Кіп Дюваль створив нову групу Neon Christ (з англ. — «Неоновий Христос»), до складу якої увійшли барабанщик Джиммі Демер, бас-гітарист Денні Ленкфорд і вокаліст Ренді Дюто. Дебютний виступ відбувся наприкінці 1983 року на розігріві у місцевих колективів Scream і DDT. На початку 1984 року Neon Christ зуміли заручитися підтримкою треш-групи D.R.I. із Сан-Франциско, і ті взяли молодих хлопців у турне Східним узбережжям. У червні 1984 року гурт випустив за власний кошт семидюймовий мініальбом Neon Christ (також відомий під назвою Parental Suppression), що складався з 10 композицій. Наприкінці літа музиканти записали ще чотири нові пісні в домашній студії Ніка Джеймсона, у минулому — інженера відомого рок-гурту Foghat. І хоча друга платівка так і не вийшла, одна з цих пісень — «Ashes To Ashes» — увійшла до збірки P.E.A.C.E., виданої на лейблі R Radical Records на початку 1985 року, яка складалася з 55 пісень, записаних панками з усього світу.
Ранні пісні Дюваля у складі AVOC і Neon Christ являли собою агресивний хард-рок і треш-метал. Незабаром музикант перейшов до написання повільніших і важчих композицій. Якщо його ранню творчість називали «підлітковим панком», то з 1985 року в ній почали виявлятися елементи більшої кількості стилів, починаючи від хеві-металу і закінчуючи авангардним джазом. Група почала проявляти інтерес до політичного життя, що знайшов відбиття як у текстах пісень, так і в активній громадській позиції Neon Christ: члени гурту висловлювалися на підтримку нігерійського музиканта Фела Куті, проголошеного в'язнем сумління, виступали за звільнення південноафриканського політв'язня Нельсона Мандели, брали участь у благодійних концертах, антивоєнних демонстраціях і політичних акціях No Business As Usual, критикуючи режим Рональда Рейгана. Останній концерт Neon Christ відбувся в лютому 1986 року. Ходили чутки, що Дюваля не злюбили місцеві скінхеди, використовуючи його фотографію як мішень на стрільбищі. Опальний музикант не став випробовувати долю і вирішив покинути місто. Проте внесок Neon Christ у розвиток гардкор-панку в місті не залишився непоміченим. У місцевому щомісячнику Creative Loafing їх називали «єдиною панк-групою Атланти, яка мала значення». 1990 року вийшов подвійний мініальбом A Seven Inch Two Times, що містив вісім із десяти раніше виданих пісень Neon Christ, а також чотири композиції, записані пізніше з Ніком Джеймсоном. У середині 2000-х альбом був перевиданий на CD для реюніон-концертів гурту.
Наступним притулком Дюваля став Санта-Крус. Музикант переїхав на Західне узбережжя, щоб приєднатися до панк-рокового гурту Bl'ast!, який тільки-но підписав контракт із незалежним лейблом SST Records, заснованим Грегом Гінном — кумиром молодого Дюваля. Співпраця з каліфорнійським колективом вийшла недовгою. За словами Дюваля, інші учасники гурту ставилися до творчості недостатньо серйозно: «Вони були простими серфінгістами, які намагалися грати рок-музику. Я прагнув підсадити їх на Джона Колтрейна або MC5, але вони не хотіли про це чути». З'ясувалося, що хоча новоспеченим колегам по групі були близькі цінності Black Flag: Дюваль прагнув осягнути глибини філософії руху, а решту привертали лише його зовнішні прояви, як-от металеве гітарне звучання. Дюваль згадував пізніше: «Майже одразу після виходу з літака я зрозумів, що довго тут не затримаюся». Музикант узяв участь у записі гітарних партій для альбому Bl'ast! It's In My Blood (1987), але після його відходу було вирішено не включати ці доріжки у фінальний мікс. Лише 2013 року вийшло альтернативне видання платівки, що містило партії Дюваля.
Дізнавшись, що з гардкор-гурту Corrosion of Conformity збирається йти бас-гітарист і вокаліст Майк Дін, Дюваль негайно подзвонив йому і запропонував заснувати новий колектив. У Вільяма була готова назва гурту — Final Offering (з англ. — «Остання пропозиція»), оскільки він мав «раз і назавжди закрити тему панк-металу». Дін справді залишив C.O.C. і разом із Дювалем переїхав до Атланти, де до них долучився барабанщик місцевого панк-гурту DDT Ґреґ Псомас, а також вокаліст Ренді Г'ю. Колектив проіснував з 1987 по 1988 рік, після чого розпався через героїнову залежність Псомаса. Проте Дюваль вважав цей період кроком у правильному напрямку, адже інші члени гурту теж любили Black Sabbath і фрі-джаз і не боялися експериментувати.

### У пошуках комерційного успіху
Остаточно розчарувавшись у гардкор-панку, Дюваль продовжив творчі пошуки, маючи намір стерти кордони між рок-музикою, попмузикою і джазом та об'єднати ці стилі воєдино. Попри малу кількість кваліфікованих виконавців в Атланті, йому пощастило знайти однодумців, які поділяли його музичні смаки. Дюваль познайомився з джазовим бас-гітаристом Хенком Шроєм і барабанщиком Меттью Каулі, двадцятирічними студентами Технологічного інституту Джорджії. Вони почали джемувати разом і 1988 року заснували тріо No Walls (з англ. — «Без стін»), граючи суміш джазу, психоделічного і прогресивного року. Дюваль намагався зробити з No Walls популярний гурт нового покоління, що мав увібрати в себе найкраще від цілої низки виконавців, включно з Джимі Гендріксом, Джоні Мітчеллом, Sonic Youth, Орнеттом Коулманом і The Beatles, та познайомити з цим максимально широку аудиторію. Музикант був щиро переконаний, що No Walls заслуговували виступати на MTV не менше за інші відомі гурти того часу, як-от U2, R.E.M. чи Guns N' Roses. На творчість No Walls звернув увагу гітарист Living Colour Вернон Рід, який отримав з рук Дюваля касету з демозаписом після одного з концертів. Ріду сподобалося почуте, і він допоміг перспективним виконавцям організувати кілька концертів у Нью-Йорку. Виступаючи в манхеттенському клубі CBGB, No Walls потрапили на очі музичному критику Девіду Фріке, і він згадав гурт у своїй статті в журналі Rolling Stone. За підтримки Вернона Ріда No Walls вдалося потрапити до нью-йоркської студії Джимі Хендрікса Electric Lady і записати там якісне демо, яке отримало певну популярність в Атланті. 1992 року на незалежному лейблі Third Eye Records вийшов дебютний альбом тріо, названий No Walls. Агресивний панківський стиль, якого Дюваль дотримувався раніше, поступився місцем м'якшому і добре спродюсованому звучанню. Попри очевидну комерціалізацію, альбом залишився непоміченим, і жоден з великих лейблів так і не запропонував музикантам вигідний контракт. Дюваль постійно чув, що в гурту не було жодної по-справжньому хітової пісні. Він вважав це верхом несправедливості та переконував себе, що музична галузь просто не була готова до такого матеріалу: аж до виходу Nevermind і гранджового буму початку дев'яностих A&R-агенти перебували в пошуках виконавців іншого типу, на кшталт MC Hammer або Warrant. Музикант також нарікав на те, що гурт занадто багато часу провів в Атланті, залишаючись на периферії музичної сцени. Відсутність визнання і комерційний провал вкрай засмучували Дюваля, оскільки в No Walls він нарешті отримав можливість грати музику, яку щиро любив.

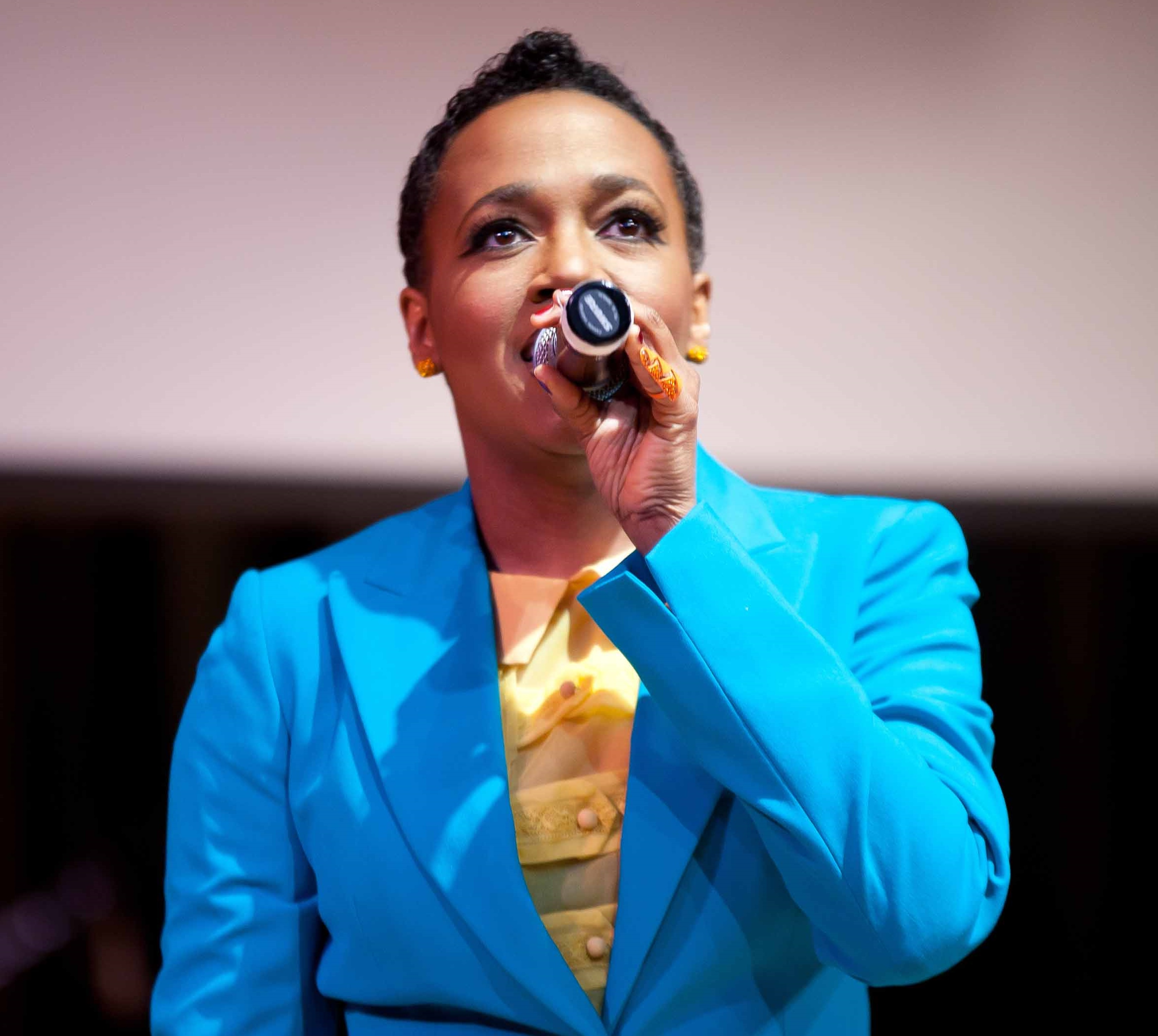
Діонн Ферріс

Розчарований думкою оточуючих про відсутність у нього таланту до написання пісень, Дюваль розпустив No Walls і зосередився на вивченні найкращих зразків музичної композиції, до яких зараховував творчість Motown Records (відомого лейблу, що відкрив світові багато зірок афроамериканської музики шістдесятих років), культового британського гурту The Beatles та американської співачки Еді Брікелл. Замість розвитку власної кар'єри він почав писати пісні для інших виконавців. Одним із клієнтів стала вокалістка Діонн Ферріс, співпраця з якою видалася несподівано успішною. Ферріс незадовго до того пішла з групи Arrested Development, у складі якої виконувала хітову пісню «Tennessee», і мріяла про сольну кар'єру. Артистка прагнула вийти за рамки жанрів хіп-хопу і ритм-енд-блюзу, і щоб урізноманітнити репертуар, їй була потрібна більш рок-н-рольна пісня. Ферріс звернулася по допомогу до Девіда Гарріса, лідера атлантського гурту Follow For Now, що виконував так званий «чорний рок», а той залучив «свого улюбленого автора», яким виявився Вільям Дюваль. Написана дуетом композиторів пісня «I Know» стала для молодої співачки справжнім проривом: вона потрапила на вершину національного хіт-параду і принесла виконавиці номінацію на Греммі в категорії «Найкраще жіноче вокальне попвиконання». Діонн Ферріс відразу стала справжньою зіркою, виступивши в нічних шоу Джея Лено, Девіда Леттермана, Конана О'Браєна, Джона Стюарта, а також у програмі Saturday Night Live. Сам Дюваль за написання музики до пісні «I Know» 1995 року удостоївся премії Американського товариства композиторів, авторів і видавців ASCAP Pop Award.
Усі авторські відрахування від пісні «I Know» Дюваль вклав у новий проєкт, заснований 1996 року, який отримав назву Madfly (з англ. — «Божевільнамуха»). До складу групи увійшли барабанщик Біван Дейвіс, гітарист Ніко Костянтин, а також бас-гітарист Джеффрі Блант. Сам Дюваль вирішив відкласти гітару і приміряти на себе роль повноцінного вокаліста і фронтмена. Він кардинально змінив стиль, зосередившись на тому, щоб зробити свою творчість більш привабливою. Виступи стали схожими не на рок-концерти, а на театральні вистави. Фронтмен одягався в химерне вбрання, спеціально створене для нього місцевими дизайнерами, часто оздоблював своє обличчя і тіло і жодного разу не з'являвся в одному і тому ж костюмі на сцені двічі. Радикальна зміна іміджу стала відчайдушною реакцією на відсутність комерційного визнання попередніх груп. Водночас підкреслено солоденький глем-поп у виконанні Дюваля викликав відторгнення з боку шанувальників, які знали його як прихильника руху Black Flag, що пропагував кардинально протилежні цінності. І без того нечисленні фанати, які раніше були прихильні до музиканта, остаточно відвернулися від нього, не розпізнавши в новому проєкті іронію.
У складі Madfly Вільям Дюваль розкрився в новій ролі, ставши не тільки виконавцем, а й повноцінним продюсером гурту. Раніше, попри певну популярність в андеграундному середовищі, він був дуже слабко обізнаний із музичною індустрією загалом, не приділяючи великого значення тонкощам розповсюдження пісень, а також бізнес-складовій галузі. Лише в Madfly він по-справжньому освоїв усі аспекти виробництва платівок. Дюваль заснував власний лейбл DVL Recordings за прикладом Грега Гінна з Black Flag, який заснував незалежний лейбл SST Records у дванадцятирічному віці, і творця Dischord Records Іена Маккея. Протягом трьох років на лейблі вийшло два альбоми Madfly — Get the Silver (1996) і White Hot in the Black (1988). Дювалю вдалося домовитися, щоб платівки Madfly поширювалися за допомогою мережі дистриб'юторів PolyGram, а пісні почали транслювати на популярних радіостанціях. Водночас після початку активної маркетингової кампанії музикант почав відчувати зовнішній тиск: керівництво PolyGram хотіло розвивати спрощену і милозвучну частину звучання гурту, тоді як фронтмен прагнув зберегти складнішу музичну складову, орієнтуючись на творчість The Cult і Rage Against the Machine. Розбіжності в питаннях позиціювання гурту призвели до розриву стосунків із представниками лейблу, і звукозаписна компанія вирішила не друкувати нові екземпляри альбому. Водночас пісні Madfly відмовлялися крутити на радіостанціях альтернативного року, бо вже вважали їхню музику «попсою». Гурт опинився в глухому куті, без дисків, які можна було б продавати, без комерційної ротації на радіо, а також без можливості повернутися на андеграундну сцену. На довершення всього бас-гітарист Madfly був змушений покинути гурт через проблеми зі здоров'ям. Опинившись у складній ситуації, музиканти, які залишилися, зважилися на відверту розмову, під час якої зізналися, що готові залишатися з Дювалем і грати його пісні, не озираючись на думку оточуючих. Фронтмен був зворушений почутим, після чого вирішив відмовитися від назви та репертуару Madfly, обірвати налагоджені ділові зв'язки та почати все з чистого аркуша.

### Переїзд до Лос-Анджелеса
Стилістика глем-року, що проявлялася в ефектних постановках концертних виступів Madfly, наприкінці 1990-х років знову увійшла в моду в Атланті. Дюваль же, навпаки, вважав це пройденим етапом і вирішив повернутися до виконання похмурішої і важчої музики, яка більше припадала йому до душі. Разом з іншими колишніми учасниками Madfly, гітаристом Ніко Константіном, барабанщиком Біваном Дейвісом, а також бас-гітаристом Адамом Стенджером, який приєднався в травні 1999 року, Дюваль почав роботу над новим матеріалом. Він знову взяв до рук гітару і продовжив поєднувати функції вокаліста і ритм-гітариста. Протягом восьми тижнів — з серпня по жовтень 1999 року — музиканти написали цілу низку нових пісень, які було вирішено видати як дебютний альбом перетвореного колективу. У процесі роботи Дюваль неодноразово дивився фільм «Дитина Розмарі» і запозичив з нього фразу Comes with the Fall (з англ. — «Приходить із падінням»), що стала назвою нового гурту. Комерційний метал у виконанні Comes with the Fall став компромісом між бажанням Дюваля грати музику, яка йому подобалася, і необхідністю заробляти творчістю на життя. Він прагнув залишатися чесним перед прихильниками, поєднуючи щирість і успішність, використовуючи як орієнтир гурти U2 або Radiohead, яким це вдалося раніше. Водночас він зізнавався, що в разі потреби вибрати щось одне він віддав би перевагу відданості фанатів над продажами альбомів: «Краще я буду Пі Джей Гарві, ніж Пітером Фремптоном». Дебютний альбом нового проєкту отримав назву Comes with the Fall і вийшов наприкінці 1999 року. На Дюваля вкотре чекала невдача: він розчаровано виявив, що платівка не користується популярністю в місті. Зневірившись, музикант відчув себе в безвихідній ситуації, оскільки вичерпав усі можливості в Атланті — він грав у всіх закладах міста і знав місцеву сцену вздовж і впоперек, але так і не домігся бажаного результату. Незабаром вихід був знайдений: Дюваль зважився покинути місце, в якому жив останні двадцять років, і вирушити до іншого міста, яке більше сприяє розвитку кар'єри. І хоча члени сім'ї відмовляли Вільяма від поспішного рішення, той був непохитний і в лютому 2000 року разом з групою вирушив до Лос-Анджелеса.

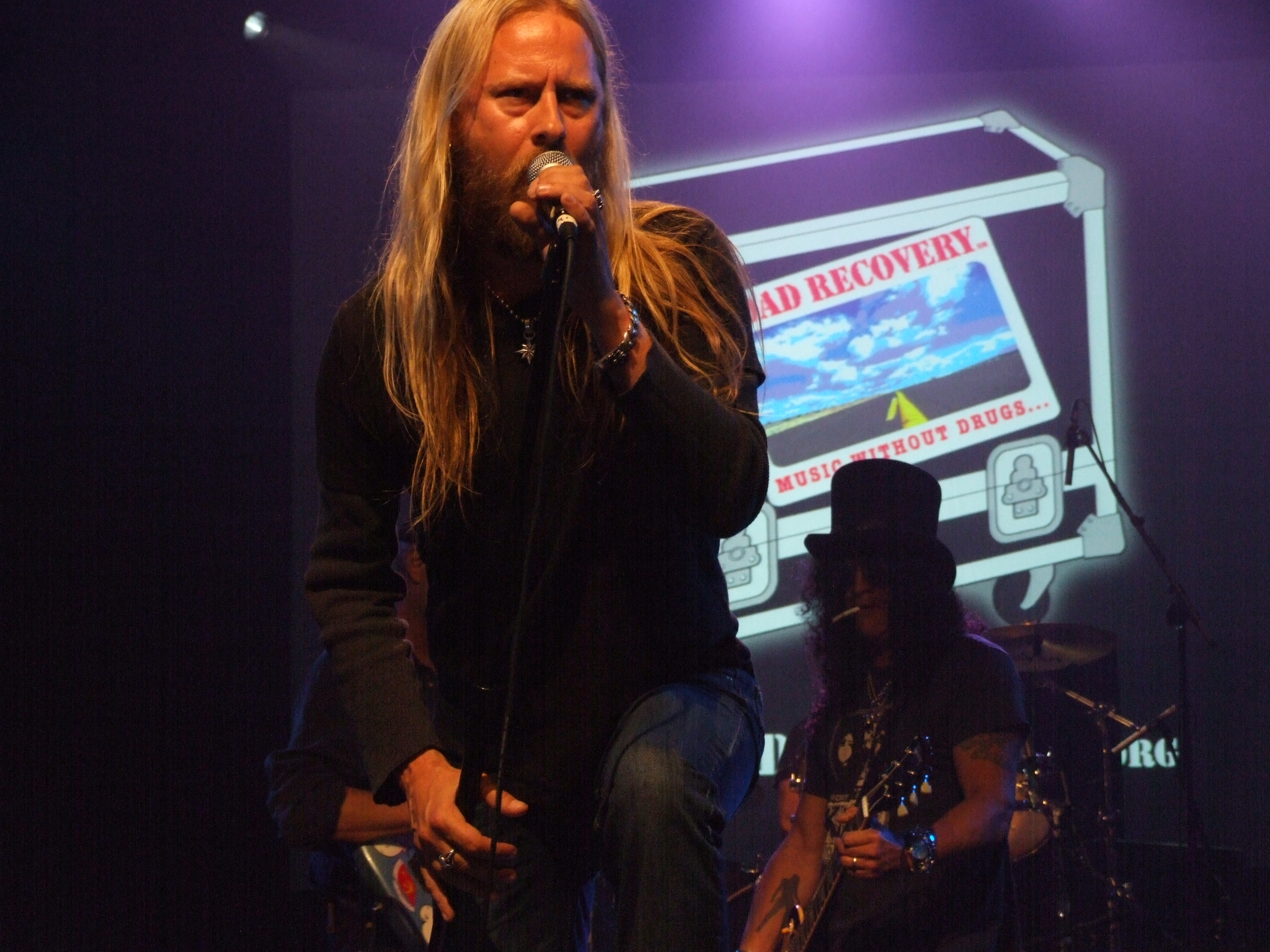
Ключовим епізодом, що вплинув на розвиток кар'єри Дюваля, стало знайомство з гітаристом Alice in Chains Джеррі Кантреллом

Після переїзду до Каліфорнії Дюваль і Comes with the Fall розвинули бурхливу концертну діяльність, виступаючи в місцевих нічних клубах. Гурт виконував пісні зі свого альбому, і їхні виступи користувалися великою популярністю, що не могло не тішити музикантів. У Лос-Анджелесі вони нарешті отримали все те, чого бракувало в Атланті: розвинену мережу закладів, де можна було грати свою музику, і вдячних слухачів. І хоча переїзд із Джорджії був схожим на «стрибок зі скелі», ризик окупився сповна. Після одного з виступів у голлівудському клубі Dragonfly до Вільяма підійшов гітарист відомого гранжевого гурту дев'яностих Alice in Chains Джеррі Кантрелл, який, як з'ясувалося, знав про Comes with the Fall від спільних друзів і чув їхню музику раніше. Кантрелл зізнався Дювалю, що дебютний альбом Comes with the Fall і нещодавня платівка Refused The Shape Of Punk To Come були його двома улюбленими записами 2000 року. Музиканти здружилися, і Кантрелл став проводити з Дювалем багато часу. Він був присутній на репетиціях, знайомлячись з рифами Дюваля і своєю чергою показуючи йому деякі партії Alice in Chains, і навіть приєднувався до Comes with the Fall на сцені під час виступів. Підтримка такого авторитетного виконавця стала дуже важливою для Дюваля, підтвердивши, що він не даремно працював усі ці роки, а в Атланті його просто не цінували.
Коли під час концертів Comes with the Fall розпродали всі екземпляри свого дебютного альбому, у них виникла потреба в новому записі для підтримки фінансового стану. У грудні 2000 року музиканти вирушили в невелику студію в Хенкок-парку, де за три дні записали чотири нові пісні. Чорнові версії композицій вийшли у вигляді мініальбому Murder Scene, їх поширювали під час концертів гурту. Пізніше Дюваль організував ще одну сесію в студії Royaltone Studios у Північному Голлівуді. Протягом чотирьох днів було записано ще шість пісень, а також були зведені всі десять. Музиканти ретельно репетирували матеріал заздалегідь, щоб заощадити на студійному часі та використовувати мінімальну кількість дублів. Так, композиції «So Cruel», «Since I Laid Eyes On You», «Smashdown» і «Never See Me Cry» були записані з першого разу і нічим не відрізнялися від концертного виконання. Цей матеріал став основою для другого альбому гурту, що вийшов 2001 року, отримавши назву The Year Is One. Незабаром музикантам випала чудова нагода заявити про себе на всю країну. На початку 2001 року стало відомо, що Джеррі Кантрелл закінчує роботу над другим сольним альбомом Degradation Trip, записаним за участю барабанщика Faith No More Майка Бордіна і бас-гітариста Оззі Осборна Роберта Трухільйо. Для розкрутки платівки Кантрелл запланував концертний тур і запросив Дюваля та Comes with the Fall узяти в ньому участь як колектив на розігріві. Ба більше, на час тих виступів, коли Бордін і Трухільйо були недоступні, Кантрелл домовився з Comes with the Fall, щоб музиканти виступали не тільки зі своєю власною програмою, а і як його акомпануюча група. Спільне турне тривало з 2001 до 2002 року і містило концерти в США і Європі. Не обійшлося і без кількох неприємних подій. Уже під час першої частини туру 2001 року Comes wth the Fall вирішив покинути гітарист Ніко Костянтин, через що квартет перетворився на тріо. Навесні 2002 року, за кілька днів до початку чергової гілки туру Degradation Trip, прийшла новина про смерть вокаліста Alice in Chains Лейна Стейлі, яка вразила не лише Кантрелла, а й Дюваля, що був давнім шанувальником гурту. Цього ж тижня помер дідусь Вільяма, що стало для нього ще одним сильним ударом. Попри пригнічений стан, музиканти вирішили не скасовувати турне і відіграти заплановані концерти. Записи виступів лягли в основу третього альбому Comes with the Fall, зведеного за один день із мінімальною кількістю правок і накладень. Концертна платівка вийшла наприкінці 2002 року та отримала назву Live 2002, а в травні 2003 року на DVD вийшло документальне відео про гастролі гурту Live Underground 2002.
Переїзд до Лос-Анджелеса благотворно позначився на репутації Comes with the Fall і самого Дюваля: їх нарешті помітили, і про гурт почали писати в загальнонаціональних музичних виданнях. Насамперед про Comes with the Fall схвально відгукнувся сам Джеррі Кантрелл, який в інтерв'ю журналу Guitar World відзначив гурт у категорії «Майбутні рок-зірки», назвавши його «ковтком свіжого повітря» і виділивши новаторський підхід до роботи: «Вони нагадують мені те, якими були Alice in Chains на самому початку, більше фокусуючись на піснях, ніж на окремих виконавцях». Аналогії з Alice in Chains провів і журналіст Rolling Stone Девід Фріке, який добре знав Дюваля з часів No Walls: він високо оцінив платівку The Year Is One, порахувавши невипадковими спільні виступи Comes with the Fall і Джеррі Кантрелла, адже молодий гурт дійсно звучав наче «Аліса, звільнена від ланцюгів». У нью-йоркському тижневику The Village Voice зазначили, що Comes with the Fall не просто не загубилися на розігріві в лідера Alice in Chains під час спільного туру, а і являли собою не менш цікаве поєднання Soundgarden і King's X. У газеті The Times of Northwest Indiana звернули увагу на тексти пісень гурту, в яких Дюваль начебто зізнавався музиці в коханні та присвячував їй пісні. Підбиваючи підсумки 2002 року, на сайті PopMatters Comes with the Fall занесли до переліку чотирьох артистів, за якими варто було слідкувати наступного року, поряд із The Warlocks, Девідом Ашером і Gob; Майкл Крістофер зазначив, що павер-тріо поєднувало важкість Alice in Chains та міць Led Zeppelin, а їхня музика, насичена гітарними соло й гучними приспівами, була «ударом в обличчя, подібного до якого ви не відчували з часів Сіетла 1991 року».
Отримавши серйозний імпульс до розвитку кар'єри у вигляді спільного туру з Кантреллом, 2003 року Comes with the Fall вперше вирушили в самостійне турне, виступаючи в статусі хедлайнерів. Проте під час гастролей гурт зазнав ще однієї втрати: барабанщик Біван Дейвіс прийняв запрошення відомого хоррор-панк-музиканта Гленна Данзіга і приєднався до його гурту. Ця подія стала величезним ударом для Дюваля, який тільки наблизився до того рівня визнання, якого домагався багато років. Йдучи, Дейвіс забрав свій фургон, і Дювалю довелося терміново купувати автомобіль для перевезення обладнання. Залишившись без постійного барабанщика, в екстреному порядку довелося шукати заміну, якою став Браян Хантер із гурту Dropsonic, що виступав на розігріві у Comes with the Fall. Дюваль вважав відхід Бівана тимчасовим і сподівався, що той зможе поєднувати участь в обох групах і повернеться до моменту запису нової платівки. Водночас музиканта, який пішов, можна було зрозуміти, адже участь у Comes with the Fall не гарантувала фінансового благополуччя. Дарма що визнання критиків і короткочасний сплеск популярності, матеріальне становище учасників гурту залишалося тяжким. Вони дотримувалися принципів DIY, характерних для панківської субкультури, продовжували видавати альбоми на власному лейблі Дюваля DVL Recordings і не мали контракту з жодною з великих звукозаписних компаній. Музиканти самостійно організовували виступи, переїзди й проживання і часто ночували у шанувальників, економлячи гроші на готелях і їжі.
Залишившись удвох, Дювалю і Стейнджеру не залишалося нічого іншого, як призупинити діяльність Comes with the Fall на невизначений термін. На початку 2004 року стало відомо, що Вільям Дюваль почав роботу разом із Джеррі Кантреллом над однією з пісень для сольного альбому останнього. Барабанщик Біван Дейвіс також не поспішав повертатися до гурту, записуючи черговий альбом Danzig Circle of Snakes, після чого взяв участь ще в кількох сторонніх проєктах — Cardboard Vampires Дейва Наварро (Jane's Addiction) і Біллі Моррісона (The Cult), а також The Mercy Clinic Патріка Лахмана з Damageplan. Лише наприкінці 2005 року Дюваль повідомив, що учасники Comes with the Fall закінчили запис нового альбому з робочою назвою Beyond The Last Light і зібралися випустити його на початку наступного року. Хоча все було готово до випуску чергової платівки, з цим довелося почекати через черговий несподіваний поворот у долі музиканта.

### Перехід в Alice in Chains

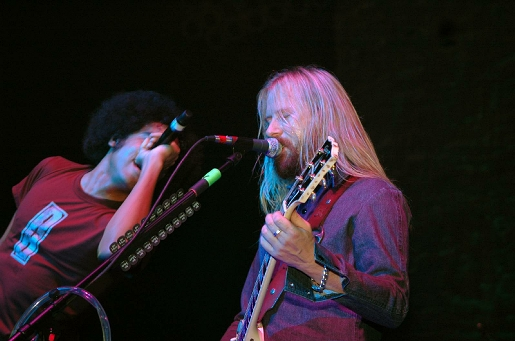
Вільям Дюваль та Джері Кантрелл під час концерту реюніон-туру Alice in Chains у Сіетлі. 22 грудня 2006 року

Після смерті вокаліста Лейна Стейлі 2002 року гурт Alice in Chains фактично розпався на кілька років. Лише 2005 року троє музикантів, що залишилися, вперше виступили разом, взявши участь у благодійному концерті на підтримку жертв цунамі. Надихнувшись теплим прийомом публіки, члени Alice in Chains вирішили відновити репетиції. Джеррі Кантрелл, Шон Кінні та Майк Айнез орендували приміщення і почали грати свої старі композиції, а також класичні рок-пісні. Час від часу до них приєднувалися знайомі вокалісти, серед яких були помічені Вінні Домброскі зі Sponge і Вільям Дюваль, який подружився з Кантреллом. На першій же репетиції Дюваль запропонував зіграти складну пісню «Love, Hate, Love» з дебютного альбому Facelift 1990 року, щоб продемонструвати свої можливості скептично налаштованим Кінні та Айнезу. Закінчивши співати, він переглянувся з Кінні, на що барабанщик незворушно заявив: «Гадаю, наші пошуки практично завершені». 2006 року учасники Alice in Chains знову з'явилися на сцені під час триб'ют-концерту, присвяченого сіетлській групі Heart, а Вільям Дюваль став одним із запрошених вокалістів поряд із Філом Ансельмо і Енн Вілсон. Спочатку він мав заспівати пісню «Man In The Box», але під час репетиції також спробував заспівати «Rooster», що призначалася вокалістці Heart. Коли Вілсон почула Дюваля, то без роздумів віддала йому цю пісню. Для вокаліста це було вкрай важливо, оскільки виконання хітової композиції гарантувало йому потрапляння в телевізійну версію. Слідом за дебютом у складі Alice in Chains послідував ще один концерт у сіетлському Театрі Мура, де Дюваль уперше зустрів багатьох відомих музикантів гранджової сцени, виступив із Кімом Таїлом із Soundgarden, а також познайомився з батьками Лейна Стейлі. Після цього лідер Comes with the Fall отримав запрошення приєднатися до Alice in Chains на час майбутнього концертного туру. «Спочатку Сіетл, потім тобі треба летіти до Сан-Франциско, потім лос-анджелеський театр The Roxy — серія клубних концертів для розігріву. Потім ми летимо в Бостон, потім Нью-Йорк, потім Європа, і вже до шостого концерту я виступаю для 40 тисяч глядачів у Португалії. Ніби тебе на крихітній дошці для серфінгу наздоганяє цунамі, і все, що тобі залишається, — зловити хвилю або померти», — згадував Дюваль. Попри масштабний тур, від самого початку ані гурт, ані сам музикант не будували довготривалих планів. Так, наприклад, Дюваль продовжував залишатися членом Comes with the Fall і навіть записав черговий студійний альбом Beyond the Last Light, що вийшов 2007 року. Після закінчення світового турне гурт запропонував Дювалю стати повноправним членом Alice in Chains, і той погодився.

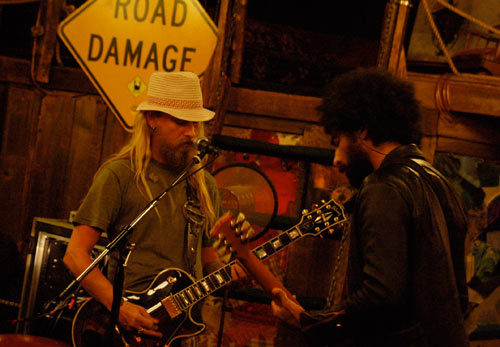
Кантрелл та Дюваль у студії записують альбом Black Gives Way to Blue. 3 серпня 2008 року

Спочатку Alice in Chains у новому складі виконували свої старі пісні 1990-х років, але поступово у музикантів накопичувався новий матеріал. Після закінчення турне з Velvet Revolver 2007 року гурт провів кілька місяців у написанні пісень, після чого вирішив вирушити в студію. Результатом спільних зусиль став четвертий студійний альбом Alice in Chains Black Gives Way to Blue, що побачив світ у 2009 році. Дюваль виступив як другий вокаліст і гітарист, склавши дует із Джеррі Кантреллом, а також взяв участь у написанні пісень, пропонуючи власні ідеї, кульмінацією яких стала повільна і важка композиція «Last of My Kind». Вихід першої після чотирнадцятирічної перерви платівки Alice in Chains викликав суперечливу реакцію шанувальників. У той час як багато хто захоплено сприйняв повернення одного з гуртів «великої четвірки гранжу», проти нового вокаліста ополчилися затяті шанувальники Лейна Стейлі, які вважали його незамінною частиною Alice in Chains, а також апологети панк-руху, які сприйняли перехід Дюваля до складу мейнстримного рок-гурту як зраду. Реакція музичного ринку не залишила сумнівів у правильності рішення: альбом і сингли розташувалися у верхній частині американських хіт-парадів, а в рідній для музиканта Атланті Alice in Chains довелося давати додатковий концерт через виниклий ажіотаж. Фактично Дюваль посприяв поверненню одного з найважливіших гуртів Сієтла, що блищав на світовій сцені в 1990-ті роки. У його особі Alice in Chains роздобули не тільки гітариста і вокаліста з широким діапазоном, а й надійну людину, яка допомогла подолати трагедію, що її пережили учасники гурту. Після виходу Black Gives Way to Blue Вільям Дюваль провів цілих шістнадцять місяців у гастролях, завершивши турне у складі Alice in Chains лише наприкінці 2010 року. Платівка удостоїлася двох номінацій на Греммі і була визнана «Альбомом року» за версією журналу Revolver.

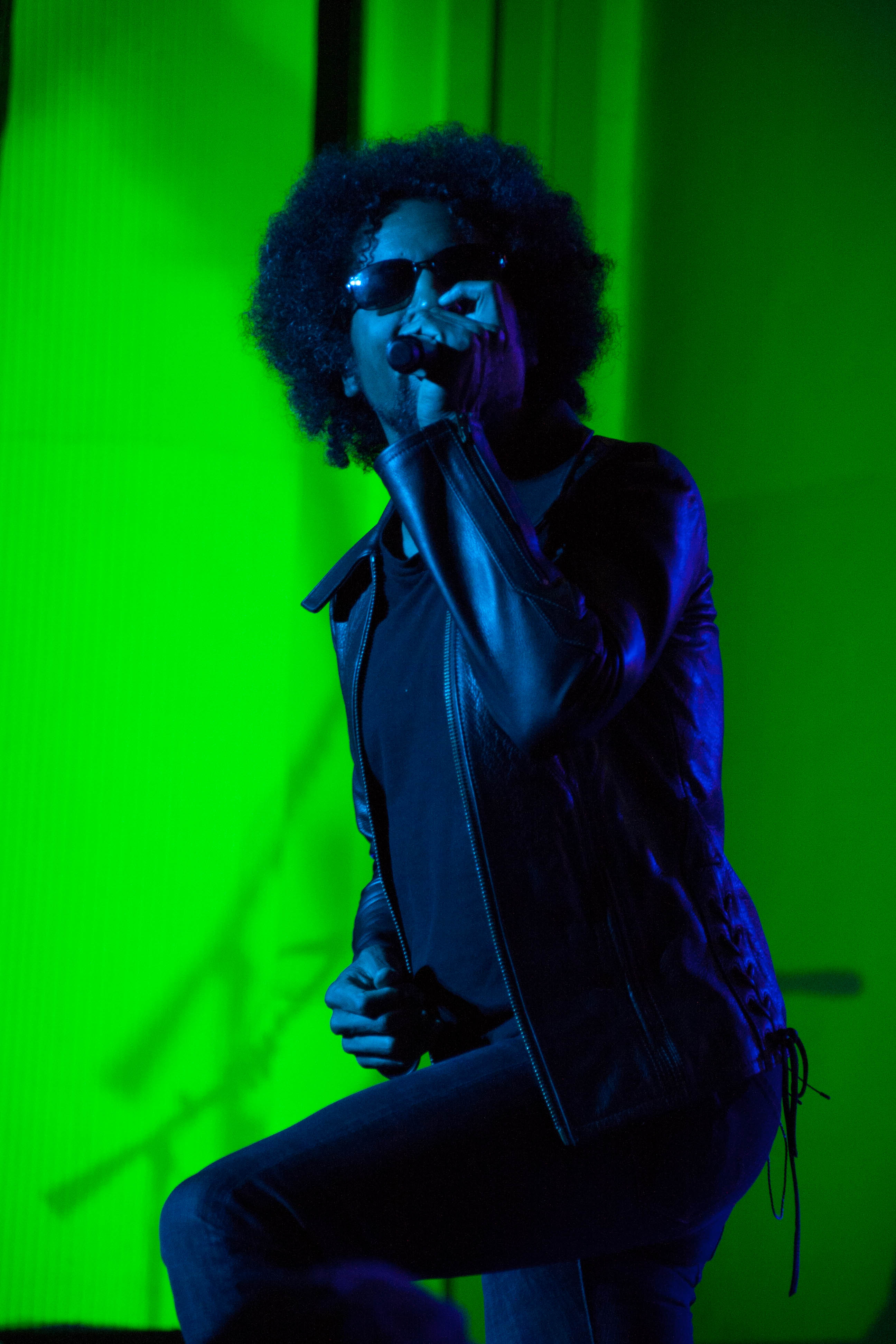
Вільям Дюваль з Alice in Chains на фестивалі Uproar Festival, Нью-Джерсі. 17 серпня 2013 року

Після невеликої перерви в 2011 році почалася робота над новим альбомом, але творчий процес довелося перервати через травму плеча Джеррі Кантрелла, викликану багаторічним навантаженням від гітарного ременя. На початку 2012 року музиканти повернулися до повноцінної діяльності та знову вирушили в студію. Запис другої платівки Alice in Chains за участю Дюваля було закінчено до грудня. Альбом отримав назву The Devil Put Dinosaurs Here і вийшов у травні 2013 року. Дюваль взяв активну участь у записі вокальних та інструментальних партій, проте його внесок у написання пісень обмежився важкою композицією «Phantom Limb», до якої він написав музику і текст, а також виконав гітарне соло. Вокаліст зізнавався, що ця пісня, що оповідає про альпініста, який ампутував собі руку, нагадувала йому про період, коли він тільки-но приєднався до Alice in Chains і мучився сумнівами в правильності вибору. Музиканти провели в дорозі понад дванадцять місяців, розпочавши тур на підтримку The Devil Put Dinosaurs Here у квітні 2013 року і закінчивши в серпні 2014 року.
Протягом наступних двох років Alice in Chains з Вільямом Дювалем у складі не давали особливих приводів для обговорення. Гурт провів два літніх тури у 2015 і 2016 роках, але не розкривав подальших планів щодо випуску студійних платівок. Творче затишшя було перервано лише в грудні 2016 року, коли прог-роковий гурт Rush випустив ювілейне перевидання свого альбому 2112, приурочене до сорокаріччя платівки. Крім ремастерингової версії альбому, канадські рокери опублікували диск з кавер-версіями своїх пісень у виконанні інших виконавців, таких як Стівен Вілсон, Foo Fighters та Billy Talent. Alice in Chains також відзначилися на платівці, виконавши баладу «Tears». У журналі Rolling Stone цю кавер-версію назвали «грандіозною», відзначивши «більш суворий підхід Вільяма Дюваля до оригінальної мелодії Гедді Лі».

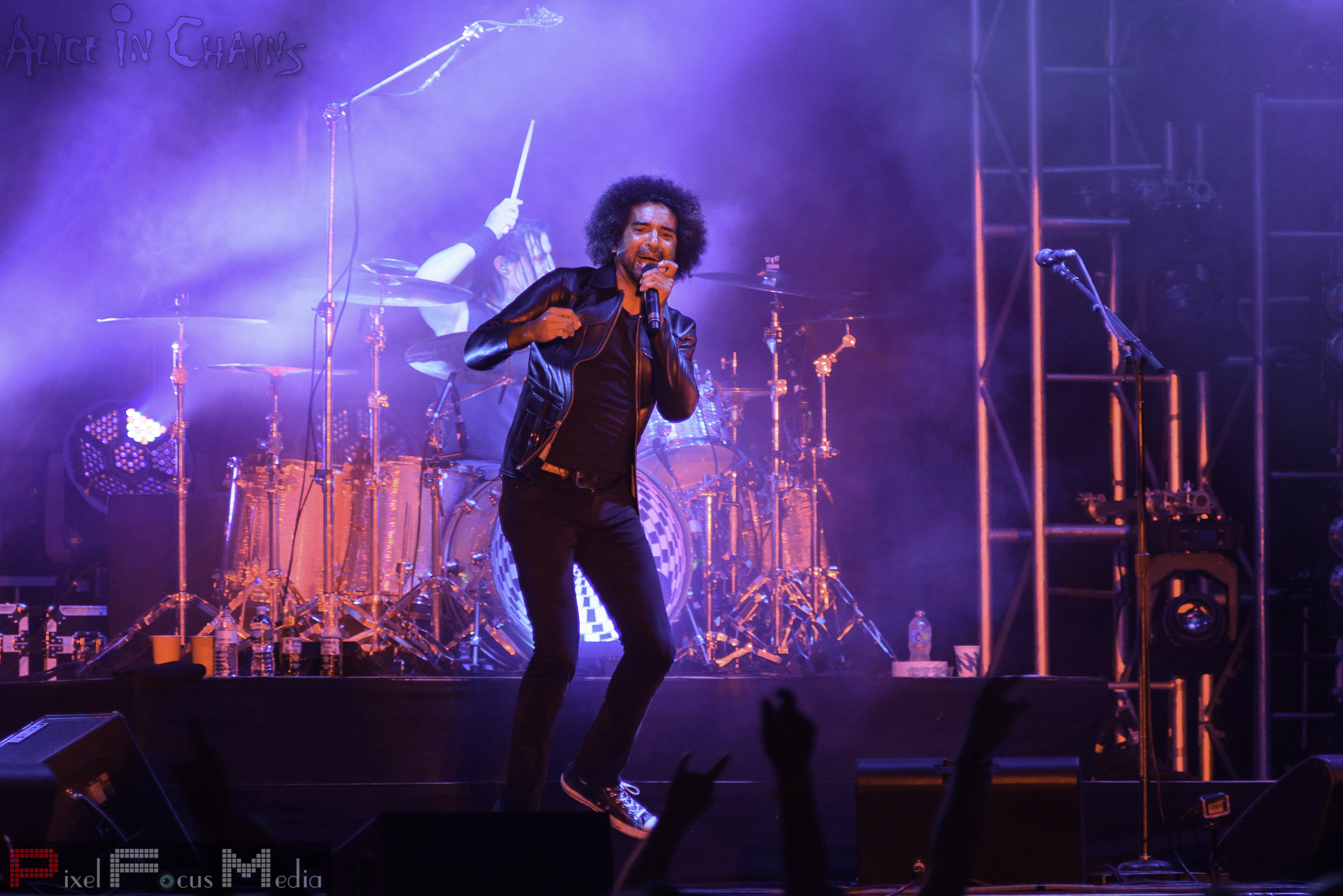
Виступ на фестивалі Rock Allegiance 2016

Навесні 2017 року Alice in Chains порадували шанувальників, оголосивши про початок робіт над новою платівкою. На відміну від попередніх двох альбомів, записаних у Лос-Анджелесі, цього разу музиканти вирішили повернутися до рідного Сіетла і студії Studio X, яка раніше належала Енн і Ненсі Вілсон з Heart. Водночас Дюваль, який приєднався до гурту пізніше за інших учасників, ніколи раніше не залишався в Сіетлі надовго і зміг по-справжньому відчути атмосферу цього міста вперше. «Смарагдове місто» надихнуло музикантів на створення платівки, присвяченої його славному гранжевому минулому, що отримала назву Rainier Fog (з англ. — «Туман Рейніра») на честь однойменного стратовулкана, який розташовано неподалік від Сіетла. Сам Дюваль перебував у пригніченому емоційному стані через нещодавню загибель Кріса Корнелла, фронтмена гранжевого гурту Soundgarden, а також переживши смерть власної бабусі, якій виповнилося 105 років. Розмірковуючи про смерті, що супроводжували сіетлські колективи, а також про власне місце в історії Alice in Chains, яке дісталося йому після загибелі Лейна Стейлі, в один із вечорів Дюваль вигадав текст до пісні «Never Fade» (з англ. — «Ніколи не зникай»), що стала одним із найяскравіших фрагментів альбому. Крім цього, він написав музику і текст до пісні «So Far Under» (з англ. — «Так глибоко»), що вийшла як другий сингл. Альбом Rainier Fog побачив світ у серпні 2018 року та очолив вершини хіт-парадів альтернативного року, але критики прийняли його досить стримано. Так, Корі Гроу з журналу Rolling Stone визнав, що Дюваль зумів ідеально вписатися в колектив, проте його вокальний дует з Кантреллом програвав потужному голосу Лейна Стейлі.

### Сольна діяльність

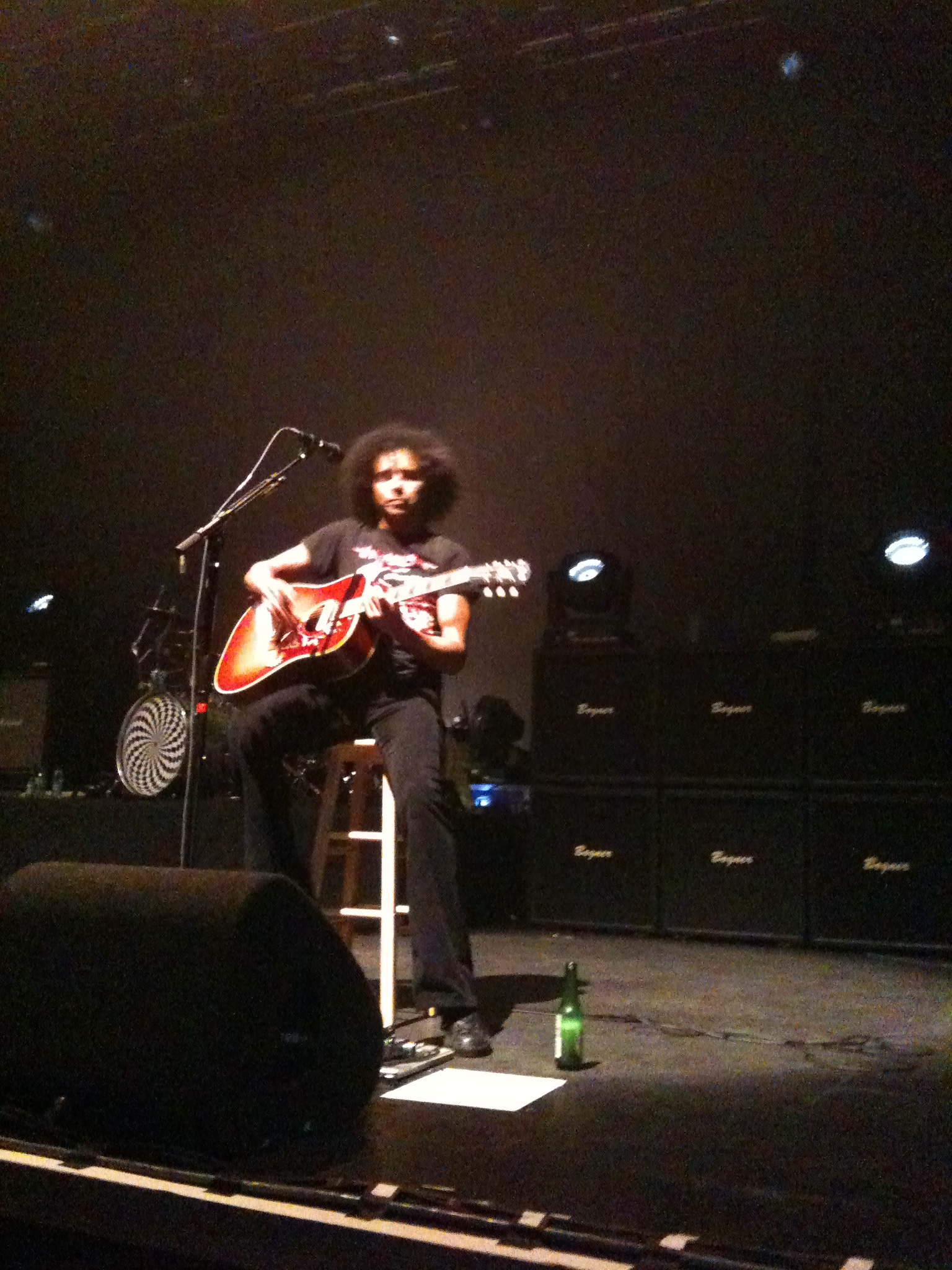
Пісні для сольного альбому Вільям Дюваль виконав самотужки під акомпанемент акустичної гітари

У 2019 році Вільям Дюваль випустив сольний альбом One Alone (з англ. — «Наодинці»). Назва точно відображала суть роботи, оскільки всі пісні музикант виконав самостійно під акомпанемент акустичної гітари. Сольна платівка вийшла спонтанно і містила матеріал, записаний під час двох студійних сесій, що відбулися з інтервалом у кілька років. Ще на початку 2010-х років Дюваль записав демо-версію пісні «Til' The Light Guides Me Home», яку хотів віддати іншому блюграс або кантрі-виконавцю, але після закінчення запису за порадою звукорежисера вирішив залишити пісню собі. Крім цього, було записано ще сім акустичних композицій, частина з яких була взята з репертуару Comes with the Fall, а частина були зовсім новими. Довгий час пісні лежали без діла, поки, нарешті, Дюваль не прослухав їх знову і не задумався про випуск власної платівки. Напередодні Нового року 30-31 грудня 2017 року він повернувся в студію і записав ще кілька пісень, яких бракувало для повноцінного лонгплею.
Дюваль зізнавався, що рішення випустити альбом під власним ім'ям стало для нього непростим, адже він тривалий час вважав себе «хлопцем із гурту», а не сольним виконавцем. Платівка вийшла 2019 року на лейблі DVL Recordings, вона отримала хороші відгуки критиків і шанувальників. У жовтні 2019 року Дюваль вирушив у сольний концертний тур Сполученими Штатами та Європою, але в березні 2020 року був змушений перервати його через пандемію COVID-19.

## Музичний стиль

### Композитор і поет

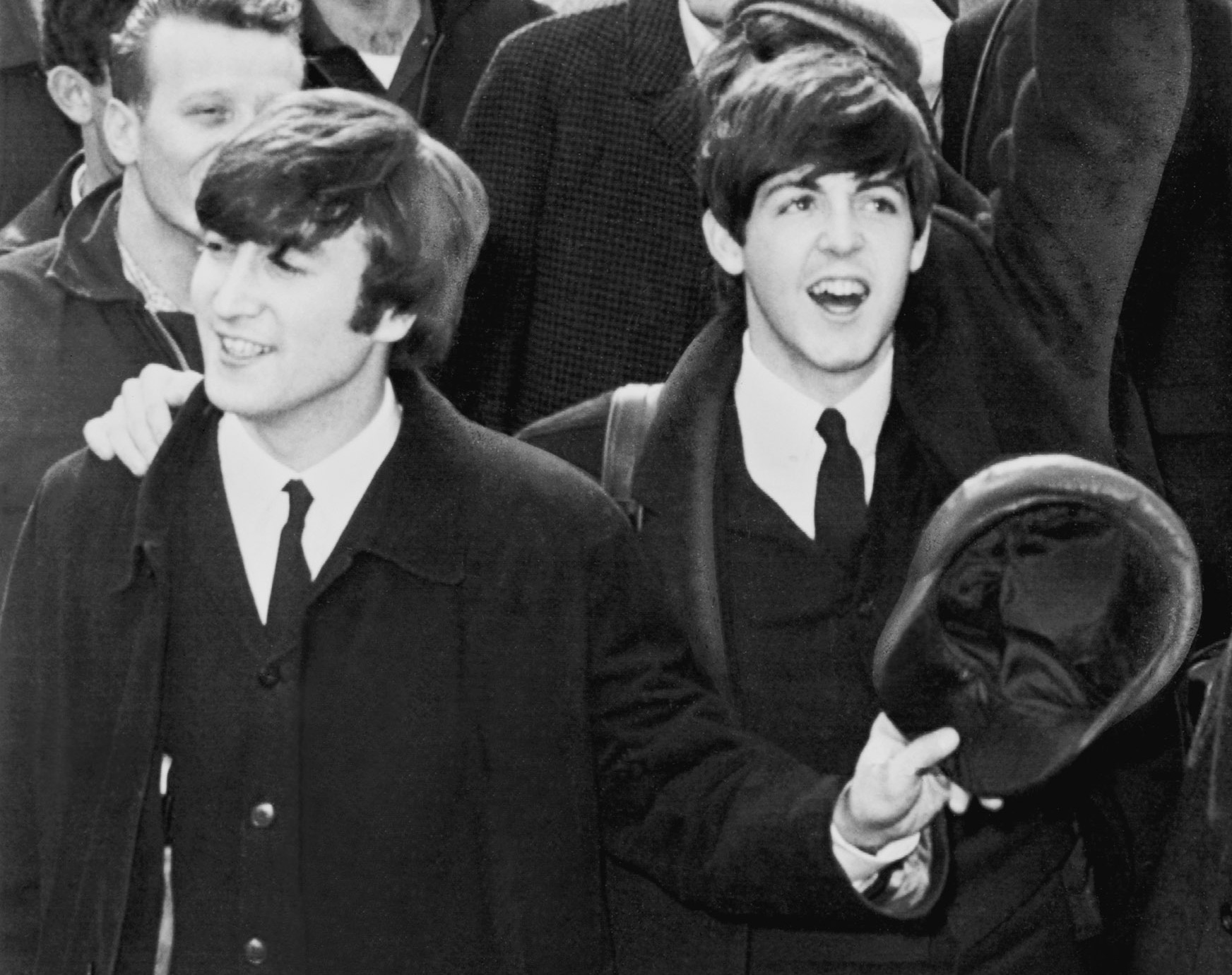
«Щодо написання текстів, я думаю, ми повинні розширити це поняття, включивши до нього написання пісень загалом, тому що мені важко розділяти тексти та музику, коли я пишу. Мої найкращі твори, як правило, падають із неба у вигляді закінчених робіт. Я просто чую їх у своїй голові, як готові записи (які ще не створені). Серед тих, хто на мене вплинув найбільше: Леннон — Маккартні, Смокі Робінсон, Пі Джей Харві, Боб Ділан, Віллі Нельсон, Боуї, Гершвіни, Джаггер — Річардс, Кріс Корнелл, Гембл і Хафф, Хогі Кармайкл, Сем Кук, Боно (U2), Іггі та The Stooges, Фетс Уоллер, Лібер і Столлер, Марвін Гей, Отіс Блеквелл, Браян Вілсон, Дюк Еллінгтон, Прінс, Холланд — Дозьє — Холланд, Чак Беррі, Джоні Мітчелл, Стінг, Естберрі та Даффі, Radiohead".— Вільям Дюваль

Однією з відмінних якостей, що визначили творчий стиль Дюваля, стала здатність вбирати різні види музики та збирати їх воєдино. Хоча він починав кар'єру в гардкор-панк-гуртах, уже в підлітковому віці його увагу привертали музичні публікації, де проводилися паралелі між панк-роком і фрі-джазом. Одним з улюблених авторів Дюваля був Лестер Бенгс, американський журналіст, який писав для Rolling Stone і вважається автором термінів «панк» і «хеві-метал». До шістнадцяти років, граючи гардкор-панк і треш-метал у складі Neon Christ, Дюваль був добре знайомий із ширшим колом виконавців, захоплюючись творчістю Джона Колтрейна, Джимі Гендрікса, The Stooges, Орнетта Коулмана, The Doors, Джеймса Улмера, MC5, Sun Ra, Грега Гінна, Альберта Ейлера, Тома Верлена. Його вабила тема свободи, і він шукав нові можливості самовираження, відчуваючи всю обмеженість треш-металу. Замість того, щоб слідувати відомим шляхом, прокладеним Black Sabbath або AC/DC, він прагнув об'єднати значно більшу кількість стилів, включно з раннім рок-н-ролом у виконанні Бо Діддлі, фрі-джазом, національною індійською або марокканською музикою. Дюваль сповідував принципи свободи й незалежності, що знайшли відбиття в некомерційному русі Black Flag; за визнанням засновника руху Грега Гінна, Дюваль також був одним із небагатьох, хто розпізнав вплив етнічної музики в його роботах. Змішання різних стилів, яке приваблювало музиканта, не було чимось унікальним і було присутнім ще наприкінці шістдесятих в окремих піснях MC5 («Black to Comm», «Starship»), Лу Ріда і Velvet Underground («European Son», «I Heard Her Call My Name»), The Stooges (Fun House) і Тома Верлена («Little Johnny Jewel», «Marquee Moon»), а пізніше — у творчості Sonic Youth, та все ж він вважав це «незвіданою територією». Попри протистояння панків і металістів, Дюваль не асоціював себе жорстко з якоюсь однією музичною сценою, а хотів йти власним шляхом, як це робили його кумири, які сміливо об'єднували різні стилі і не зациклювалися на одному і тому ж напрямку. Уже ставши відомим артистом, на початку 2000-х він радив виконавцям-початківцям: «Слухайте і вчіться грати всі види музики».
Творчість Дюваля вперше потрапила в поле зору музичних критиків на початку 1990-х років. Виступ тріо No Walls у манхеттенському клубі CBGB привернув увагу Девіда Фріке з журналу Rolling Stone, який назвав побачене «блискучим поєднанням потужної панківської атаки, незграбного джазу і пісень у стилі артпоп, що запам'ятовуються» та порівняв їхню музику з творчістю «психоделічного Прінса з настроєм Mahavishnu Orchestra і Minutemen». На той момент проєкт No Walls не зацікавив великі звукозаписні компанії, через що Дюваль зневірився у власних здібностях, але через кілька років зрозумів, що помилявся. Несподівано для себе самого, музикант здобув нагороду Американського товариства композиторів, авторів і видавців за написання пісні «I Know» Діонн Ферріс, після чого всерйоз розмірковував про створення авторського тандему з Девідом Гаррісом, подібного до мотаунівського тріо Голланд — Дозьє — Голланд. Крім того, потрапивши через кілька років на концерт Джефа Баклі, Дюваль був вражений тим, наскільки почуте було схоже на те, що намагалися грати No Walls: «Його барабанщик грав схожі приджазовані ритми, в той час, як сам він муркотів потойбічну фігню в дусі Нусрат Фатех Алі Хана поверх зеппеліновского року, і коло нього увивалася Columbia Records».
Пік творчих експериментів Дюваля припав на другу половину дев'яностих, коли він повернувся до активної концертної діяльності з проєктом Madfly. Своє нове дітище музикант описував так: «Уявіть, ніби у Led Zeppelin і Девіда Бові народилася дитина, яку виховав Прінс». У піснях Madfly поєднувалося одразу кілька стилів, таких як рок-музика, попмузика, R&B і глем-рок. Попри невдоволення оточення, знайомого з панківським минулим Дюваля, сам музикант почувався комфортно в новій ролі, бо мав намір не обмежуватися одним стилем, чи то панк-рок, чи то авангардна музика, і намагався максимально розсунути творчі кордони. Втім, цей період також не приніс задоволення Дювалю: «Мені подобалася музика Madfly, але я не був у неї закоханий. Для мене це було лише часом артистичних експериментів, не більше. Ніби я був у класному магазині костюмів і приміряв різні обличчя. Але потім хтось підходить до мене і каже, що я повинен до кінця днів ходити в костюмі пірата просто тому, що це подобається людям, які спостерігають за мною через вікно. У глибині душі я розумів, що взагалі не створений для того, щоб носити костюми. Я відчував себе пригніченішим і незграбнішим, ніж будь-коли. Я став жертвою наслідків власного творіння».
Підсумком мистецьких пошуків стало повернення до класичного року в складі Comes with the Fall; Дюваль зізнався самому собі, що виконувати таку музику було для нього найкомфортніше. Його пісні початку 2000-х років були сумішшю Джеффа Баклі та Black Sabbath, але також містили елементи звучання Soundgarden і були насичені «брудними» гітарними рифами, характерними для сіетлської сцени кінця вісімдесятих. Особисто Вільям привніс у композиції гурту відтінок панк-року і навіть панк-джазу, тоді як бас-гітарист Адам Стенджер відзначав вплив британських рокерів Led Zeppelin, Cream або ранніх The Police. Щирість і надрив Дюваля, який повністю присвятив себе музиці, але при цьому ледве зводив кінці з кінцями, стали одним з основних мотивів його творчості періоду Comes with the Fall. Так, у пісні «So Cruel» було описано всі тяготи гастрольного життя андеграундного гурту, який заробляє концертами собі на життя, не відмовляючись від будь-якої фінансової допомоги шанувальників: «Можливо, ми самі обираємо свою долю. Народжені блукачами в бурхливому морі та розіп'яті на хресті, який звемо любов'ю». Якщо тексти першого альбому Comes with the Fall відображали переживання Дюваля з приводу знаходження на задвірках музичної сцени в Атланті, то другий був написаний під враженням від переїзду до Лос-Анджелеса і проживання в Західному Голлівуді по сусідству зі всесвітньо відомими зірками музики й кінематографа: «Це все дуже звично і незнайоме водночас. Ти постійно стикаєшся з тим, чого бажаєш, але не можеш собі дозволити, і з тим, що маєш, хоча й не хотів би цього. Тут усе: жінки, гроші, влада і землетруси».
В Alice in Chains Дюваль став насамперед виконавцем; авторство пісень відсунулося на другий план. Основною рушійною силою гурту був гітарист Джеррі Кантрелл, а інші музиканти лише допомагали розвивати його ідеї, вкрай рідко придумуючи власні пісні. Процес запису альбомів у новій групі також кардинально відрізнявся від попереднього досвіду Дюваля: він звик записуватися швидко і спонтанно, протягом лічених днів або тижнів, тоді як під керівництвом Джеррі Кантрелла студійна робота могла займати кілька місяців. На першій платівці за участю Дюваля Black Gives Way to Blue його авторський внесок найяскравіше проявився в піснях «A Looking in View», «Last of My Kind» і «Your Decision». Перші дві композиції стали одними з найважчих на альбомі, «Last of My Kind» яскраво демонструвала агресивний вокальний стиль Дюваля, а «Your Decision», навпаки, містила мелодійну партію, виконану на акустичній гітарі. Активне використання електричних та акустичних інструментів було характерною особливістю пісень Дюваля ще до того, як він приєднався до Alice in Chains. Чисте гітарне звучання було присутнє в записах Comes with the Fall, а крім того, в такому стилі був витриманий сольний альбом One Alone. Музикант складав пісні саме в такий спосіб — залишаючись наодинці з гітарою — і на сольній платівці показав, який вигляд мають пісні до доопрацювання всією групою або «електрифікації». У текстах Alice in Chains Дюваль найчастіше відображав свої думки й переживання. Так, для платівки The Devil Put Dinosaurs Here він написав слова пісні «Phantom Limb», що описувала власні муки після заміни Лейна Стейлі, а на Rainier Fog став автором куплету до пісні «Never Fade», де висловлював радість із приводу того, що гурт тривалий час існував у новому складі. У сольному альбомі One Alone Дюваль торкався теми особистої відповідальності за власне життя і долі оточуючих, яку відчував на собі щодня, і прагнув всебічно відобразити власний досвід, накопичений за багато років.

### Гітарист і вокаліст
Вільям Дюваль став найвідомішим як фронтмен, здатний одночасно співати та грати на гітарі. Сам він не розділяв ці дві іпостасі, вважаючи голос, інструменти та ритм єдиним цілим. Багато чого він почерпнув від Гендрікса, який поводився з гітарою так, ніби та була продовженням його самого. Дюваль починав як музикант-виконавець, але коли настав час стати вокалістом, поставився до цього з легкістю: «Музика підштовхнула мене в цьому напрямку і зробила мене таким». Він ставився до свого голосу як до ще одного музичного інструменту або до додаткового способу самовираження. Проте, обираючи між грою на гітарі та співом, Дюваль завжди віддавав перевагу першому: «Перш за все, я гітарист. Я почав співати за дивним збігом обставин і досі не розумію, як це все сталося. Вміти співати й грати одночасно — це чудово, але все, чого я хотів дитиною, починаючи з восьмирічного віку, — це бути гітаристом».
За довгі роки перебування на сцені Дюваль перепробував багато гітар різних виробників. Деякий час він навіть грав на інструментах, зроблених не з дерева, експериментуючи з впливом незвичайних матеріалів на звучання. У його кар'єрі був період захоплення гітарами Jerry Jones Guitars, що нагадують формою класичні інструменти Danelectro; пізніше основним інструментом став Steinberger; Дюваль також володів гітарою виробництва Дена Армстронга до того, як подібні інструменти стали раритетними. Серед підсилювачів він віддавав перевагу брендам Soldano і Matchless, активно використовував акустичні системи Marshall з динаміками Celestion Greenback. Найчастіше музикант обходився гітарою і підсилювачем, не використовуючи гітарні ефекти: «Мені потрібен дійсно надійний звук, я шукаю його і хочу, щоб він виходив від підсилювача. Я не хочу, щоб він виходив від педалей. Хочу, щоб це йшло з гітари, з самого інструменту, з підсилювача, а найбільше — з моїх рук». Утім, у студії Дюваль дозволяв собі експериментувати з ефектами, іноді визнаючи їхню корисність. Однією з «примочок», якою він залишився по-справжньому задоволений, стала педаль ділея MXR Carbon Copy, що давала змогу отримати правдоподібний ефект «ехоплексу», популярний у 1960-ті роки. У юнацькі роки Дюваль переважно грав на електрогітарі, але наприкінці вісімдесятих років, після закінчення «панківського» періоду своєї кар'єри, уперше почав використовувати у своїх піснях акустичну гітару і зробив її важливою частиною власного стилю. Пісні для сольного альбому він записав під акомпанемент гітари Gibson JS-185, позиченої у старого друга, барабанщика Neon Christ Джиммі Демера. Пізніше компанія Gibson надала йому класичний інструмент Gibson Hummingbird, який став основною гітарою музиканта і використовувався в концертному турне.
У складі Alice in Chains Дюваль став повноцінним другим гітаристом. Він брав діяльну участь у джем-сесіях, розвивав ідеї Кантрелла, а також вигадував власні рифи та навіть гітарні соло (наприклад, у піснях «Phantom Limb» або «So Far Under»). Це внесло елемент новизни у творчий процес, оскільки попередній вокаліст Лейн Стейлі брав до рук гітару вкрай рідко, тож найчастіше Кантрелл, Кінні та Айнез придумували музику втрьох. З приходом Дюваля Alice in Chains під час живих виступів стали звучати ближче до студійних записів, де інструментальні партії завжди мали на увазі наявність декількох гітар. Проте навіть для такого досвідченого гітариста концертні виступи стали складним випробуванням, адже йому довелося поєднувати складні інструментальні партії та виконання вокальних гармоній. Основною моделлю гітари Дюваля в новому гурті став Gibson Les Paul. Він також почав слідувати «філософії» Alice in Chains, використовуючи модифіковані підсилювачі Bogner Ubershall і Matchless Independent у поєднанні з кабінетами Marshall, хоч і зізнавався, що йому більше до душі старі моделі Marshall і Vox, які не мали одного основного регулятора гучності. Крім того, 2018 року почали випускати іменні моделі гітари та підсилювача Дюваля, створені у співпраці з брендами Framus і Metropoulos Amplification.

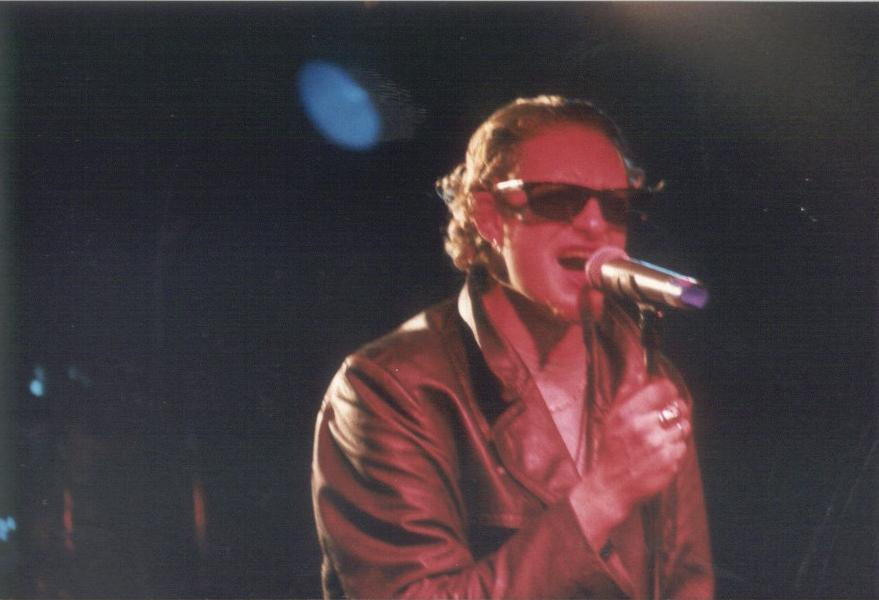
Після приєднання до Alice in Chains Вільяма Дюваля постійно порівнювали з попереднім вокалістом Лейном Стейлі. У газетах писали, що Дювалю дісталася «найнезавидніша посада в Сіетлі», оскільки повноцінно замінити Стейлі було неможливо

До своїх вокальних даних Дюваль завжди ставився досить самокритично. Ще 2005 року він зізнався, що не почувався повністю комфортно в цій ролі: «Сем Кук був справжнім співаком. Елла Фітцджеральд була справжньою співачкою. Нусрат Фатех Алі Хан був справжнім співаком. Я ж просто намагаюся щосили. Я почав співати тільки через необхідність, тому що тексти, що я писав, були занадто особистими, щоб їх співав хтось інший. Але якби я міг, я хотів би стати Пітом Таунсендом. Я б писав пісні та віддавав їх співати комусь іншому, поки я відриваюся за спиною разом із барабанщиком. Хоча, вважаю, тепер так робити вже занадто пізно». Проте голос Дюваля періоду Comes with the Fall музичний критик Девід Фріке з Rolling Stone назвав «неймовірною сумішшю Джимі Гендрікса та Ієна Гіллана з Deep Purple», а в тижневику Village Voice його порівняли з фронтменом King's X Дагом Пінніком. Сам музикант зазначав, що запозичував елементи свого стилю у Джефа Баклі, Кріса Корнелла, Роберта Планта і цілої низки інших виконавців. «Я краду у всіх», — зізнавався Дюваль.
Після переходу Дюваля в Alice in Chains неможливо було уникнути порівняння з попереднім вокалістом Лейном Стейлі. Своєю зовнішністю, а також зухвалою і сміливою поведінкою на сцені Дюваль відрізнявся від замкнутішого, відчайдушного, виснаженого і часто прикутого до мікрофонної стійки Стейлі. Затятим шанувальникам гурту новий фронтмен припав не до душі, а один з анонімних фанатів так висловився про його навички: «Спів Вільяма Дюваля порівняно з Лейном Стейлі — це як порівнювати Боба Ділана з Паваротті. Ділан не вміє співати та знає це. А Вільям поки що ні». Однак, на думку Джеррі Кантрелла, порівнювати Дюваля і Стейлі було б некоректно: «Він не намагається бути Лейном і ніколи не намагався. Якщо ви порівняєте їхні голоси, вони взагалі не схожі. Приблизно як Бон Скотт і Браян Джонсон — вони не схожі, але це все ще AC/DC». Всупереч своєрідному стилеві, новий вокаліст зумів підлаштуватися під загальні принципи, властиві групі. Характерна взаємодія двох голосів завжди відрізняла Alice in Chains від інших колективів, і Кантрелл знайшов того, хто допоміг зберегти цю особливість. Згодом стало зрозуміло, що в новому складі Alice in Chains повноцінним фронтменом став Джеррі Кантрелл, а не Вільям Дюваль. До нового вокаліста, чий голос явно програвав Стейлі, але зате добре доповнював вокал Кантрелла, остаточно перейшли обов'язки з виконання гармоній другим голосом; на перший план він виходив лише час від часу.

## Інша діяльність

### Продюсер
Перші кроки Дюваля як продюсера датуються 1984 роком. Коли гардкор-панк-гурт Neon Christ вирішив випустити альбом, андерграундні виконавці не мали контракту зі звукозаписувальними компаніями, тож платівку було видано власними силами на лейблі Social Crisis Records, назву якого придумав особисто Дюваль. «Коли у власній спальні ти намагаєшся придумати пісні, а потім у спальні своїх друзів возишся з конвертами й отримуєш замовлення з Росії, намагаєшся розібрати ламану англійську… Це було в доінтернетні часи, на початку вісімдесятих, і це було так скромно й простодушно і так захоплено», — згадував Дюваль.
Будучи частиною андерграундної сцени, Дюваль прагнув до того, щоб при створенні музики ні в чому не залежати від великих звукозаписних компаній. Він насторожено ставився до відомих лейблів і вважав, що ті неефективно розпоряджаються підписаними виконавцями, не піклуючись про те, щоб пісні досягали свого адресата. Дюваль вважав, що зможе самостійно організовувати рекламні кампанії для своїх релізів. Для забезпечення необхідного рівня незалежності 1998 року він заснував власний лейбл DVL Recordings, повністю взявши під контроль бізнес-складову своїх проєктів. Дюваль орієнтувався на діяльність лейблів, що існували на ранніх етапах розвитку рок-музики та панк-руху (Sun Records, SST Records, Dangerhouse і Dischord Records), а також на досвід джазових музикантів, як-от Чарльз Мінгус і Макс Роуч, які самостійно поширювали свою музику. Він зізнавався, що, продюсуючи записи Comes with the Fall, прагнув увібрати все найкраще від своїх кумирів, рівняючись на цілу низку особистостей з різних епох. Зразком для наслідування з 1950-х років для продюсера-початківця був Сем Філліпс із Sun Records, який працював з Елвісом Преслі, Гавліном Вулфом, Джеррі Лі Льюїсом, Джонні Кешем; 1960-ті презентували Джордж Мартін (The Beatles), Браян Вілсон (The Beach Boys) та продюсери мотаунівського напряму; 1970-ті — Джиммі Пейдж і Led Zeppelin; 1980-ті — Прінс; 1990-ті — Брендан О'Брайен (Rage Against The Machine, Stone Temple Pilots).
За більш ніж двадцять років існування лейблу DVL Recordings на ньому вийшло дев'ять записів. Усе почалося з платівки Madfly «White Hot in the Black», що вийшла 1998 року. Після того, як Madfly трансформувалася в Comes with the Fall, на лейблі Дюваля видавали всі альбоми, сингли та DVD цієї рок-групи. Крім своїх проєктів, Дюваль неодноразово працював зі сторонніми виконавцями, знаходячи задоволення в процесі, під час якого за допомогою обмежених можливостей допомагав талановитим артистам досягати максимуму. 2011 року він виступив як продюсер атлантського гурту Accidents, заснованого колишнім учасником Neon Christ Джиммі Демером, і видав однойменний мініальбом Accidents на своєму лейблі. На початку 2000-х до нього по допомогу зверталися колишні музиканти Оззі Озборна Джо Холмс і Роберт Трухільйо, які збиралися створити власний проєкт. Крім того, Дюваль працював із маловідомим атлантським колективом Dropsonic, який виконував музику, натхненну творчістю Led Zeppelin, Radiohead і Sonic Youth, а також продюсував сингл «Anchors Up!» і платівку MonstrO однойменного рок-гурту, до складу якого входив ексбарабанщик Comes with the Fall Біван Дейвіс.

### Запрошений музикант
Крім власних проєктів, на ранніх етапах кар'єри Вільям Дюваль неодноразово брав участь у записах інших музикантів як автор або виконавець. Найвідомішою композицією його авторства стала пісня «I Know» Діонн Ферріс, що вийшла 1995 року, яку неодноразово видавали у складі синглів, максісинглів або компіляцій. Крім того, Дюваль написав пісню «Un Chin Chin Chin» для виконавця сальси Чарлі Круз і кілька композицій для гуртів Program the Dead і MonstrO, в яких грали колишні колеги Ніко Костянтин і Біван Дейвіс. Вокал Дюваля можна почути в альбомі Birth Of The Souladelic (1993) американського хіп-хоп-гурту New Version Of Soul, де музикант виконав пісню «Git I Away». 2000 року спільно з гітаристом Верноном Рідом Дюваль випустив пісню «Fearless Misery», що увійшла до саундтреку до фільму Лоренса Фішберна «Лише раз у житті». Він також виступав у ролі бек-вокаліста на альбомах пуерто-риканського виконавця Майкла Стюарта Cuentos De La Vecindad (1996) і американського сальса-співака Марка Ентоні Todo A Su Tiempo (2003). Гітарні партії Дюваля можна почути на альбомі Mack Diva Saves The World (1996) американської R&B-виконавиці Сандри Сент-Віктор і в пісні «Hello, I Love You» з альбому Ginger (2007) рок-гурту Program The Dead. 2008 року він виступив разом із гуртом MC5 — DKT на фестивалі Meltdown у Лондоні; запис цього концерту увійшов до збірки Black to Comm, що вийшла через три роки.
Окремо стоїть участь Дюваля в супергурті Giraffe Tongue Orchestra, де, на відміну від інших сторонніх проєктів, він виступав у ролі вже добре відомого музиканта, повноправного члена Alice in Chains. Ідея створення гурту виникла влітку 2011 року в гітаристів Бена Вейнмана (The Dillinger Escape Plan) і Брента Хайндса (Mastodon), барабанщика Томаса Пріджена (Mars Volta) і бас-гітариста Еріка Евері (Jane's Addiction). Музиканти обрали таку незвичну назву, побачивши в Сіднейському зоопарку жирафа, який своїм язиком міг хапати та чистити банани. Протягом кількох років музикантів час від часу бачили в різних студіях, а в ролі вокалістки виступала актриса і співачка Джульєтт Льюїс. 2015 року Евері змінив Піт Гріффін (Dethklok), а на початку 2016 року було оголошено, що Льюїс лише записувала окремі партії, тоді як постійним вокалістом GTO стає Вільям Дюваль. Більшу частину музики на той час уже було написано, тому новий фронтмен зосередився на текстах і записі вокалу, а також завідував оформленням платівки. Дебютний альбом супергурту отримав назву Broken Lines і побачив світ 23 вересня 2016 року. Дюваль знявся у відеокліпах на пісні «Blood Moon» і «Crucifixion» і взяв участь у концертному турне Північною Америкою.

### Ендорсер

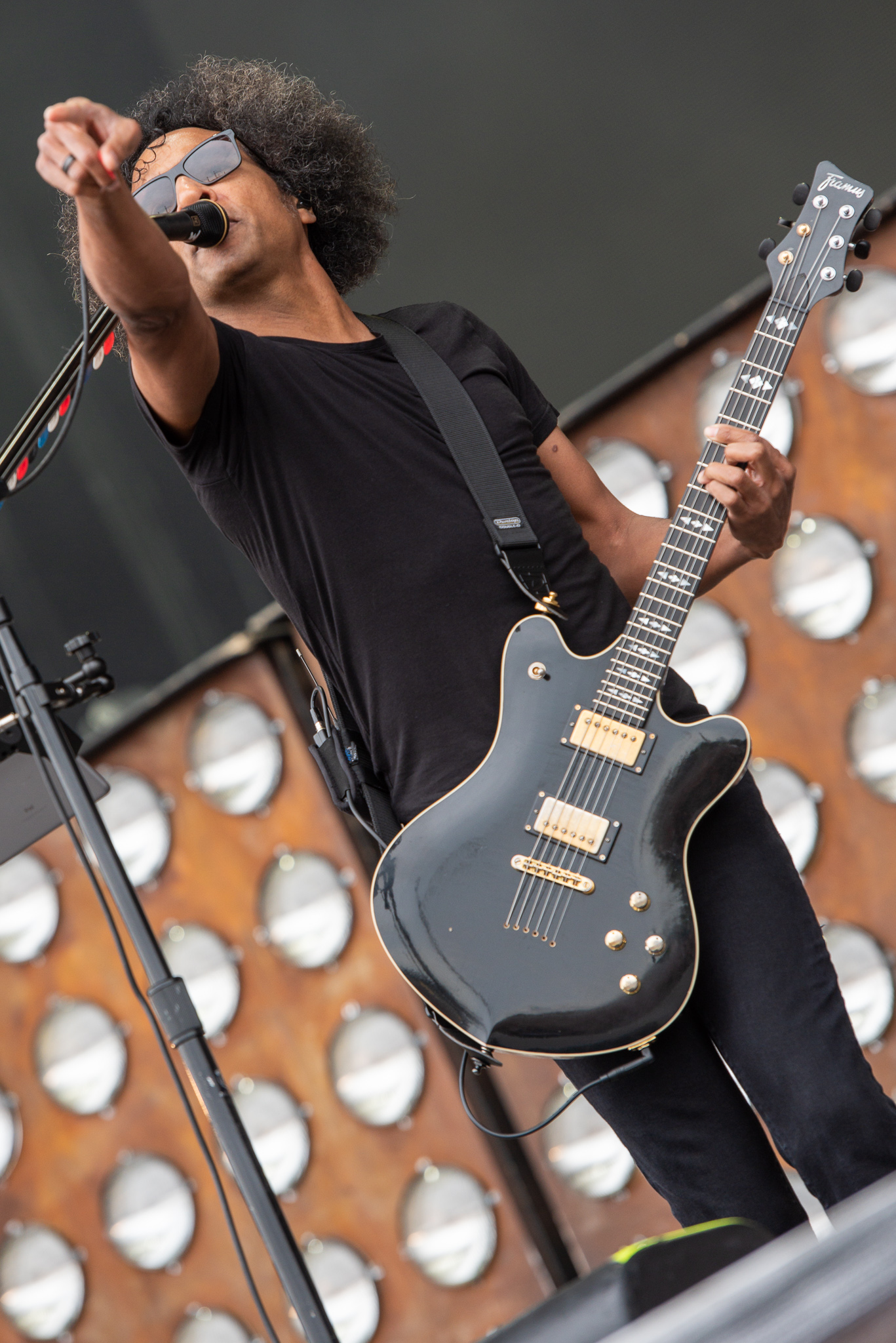
Вільям Дюваль із гітарою Framus під час концертного виступу

У середині 2010-х років Вільям Дюваль почав використовувати електрогітари німецького бренду Framus, дочірньої компанії відомого виробника бас-гітар Warwick. Упродовж кількох років музикант бачився з представниками компанії на виставці NAMM Show, де раз по раз порушувалося одне й те саме питання — створення іменної моделі для Дюваля. Нарешті, під час одного з концертних турне музикант зробив чорнові начерки зовнішнього вигляду бажаного інструменту і надіслав їх менеджеру Warwick Маркусу Спанглеру. Після цього почалося обговорення технічних характеристик інструменту: Дюваль хотів отримати гітару, створену з тих самих матеріалів, що й улюблені ним Les Paul, але витонченішу за Gibson, і таку, що підкреслює індивідуальність артиста. Результатом спільної роботи стала іменна модель Framus Talisman, вперше представлена на NAMM Show взимку 2018 року. Гітара була доступна в комплектаціях Pro Series і Custom Shop, що вироблялися фабричним способом або збиралися вручну в Німеччині. Інструмент був оснащений корпусом з червоного дерева, грифом з кленовою накладкою і 22 ладами, двома хамбакерами Seymour Duncan і бриджем Tune-o-matic. На свої особисті екземпляри Дюваль поставив датчики виробництва Дейва Стівенса, що були репліками відомих звукознімачів PAF, встановлених на Gibson Les Paul Standard кінця п'ятдесятих років. 2020 року іменна модель гітариста Alice in Chains стала також випускатися у складі доступнішої серії Framus D-Series, що виробляється в Китаї.
Ще одним результатом співпраці з виробниками музичного обладнання став випуск іменного підсилювача DVL-1 компанією Metropoulos Amplification. Протягом багатьох років Дюваль був знайомий із засновником фірми Джорджем Метрополусом, якого вважали експертом з підсилювачів Marshall шістдесятих років. Коли робота над дизайном власної гітари була в самому розпалі, музикант звернувся до Метрополуса з пропозицією випустити спільний продукт. Він хотів отримати апарат, який об'єднував би переваги «плексі-Маршалів» (підсилювачів, які випускали наприкінці 1950-х і на початку 1960-х і які отримали таке прізвисько через передню панель із плексигласу) з чистим звучанням продукції Vox, а також забезпечував би більшу функціональність. Підсумком роботи став двоканальний стоватний ламповий підсилювач, здатний працювати в чотирьох режимах, що емулювали звучання «Маршалів» різних епох та артистів, які їх використовували: режим 1965 року (Піт Таунсенд та Ангус Янг), режим 1966-го (Cream і The Jimi Hendrix Experience), режим 1968-го (Едді Ван Гален) і режим «Мод» (Metallica, Alice in Chains).

### Кінематографіст
У 2001 році Дюваль відзначився в епізодичній ролі в науково-фантастичному фільмі «Мутанти 2», сиквелі фільму жахів 1997 року, знятого Ґільєрмо дель Торо. 2003 року він знявся у фільмі Афера, зігравши відвідувача бару, роль була невеликою і непримітною. У складі Comes with the Fall Дюваль знявся в документальному концертному відеоальбомі Live Underground 2002. Після переходу в Alice in Chains він знявся в низці відеокліпів групи, зіграв растамана Несту Клівленда в гумористичному псевдодокументальному фільмі AIC 23, що вийшов напередодні виходу альбому The Devil Put Dinosaurs Here (2013). Як і інші учасники гурту, Дюваль став співавтором музики до науково-фантастичного серіалу Black Antenna, натхненного альбомом Alice in Chains Rainier Fog (2018).
У 2005 році до Дюваля звернувся режисер Едгар Джонсон і запропонував створити документальний фільм про групу Neon Christ. Музикант спочатку засумнівався в тому, що через багато років ця історія може бути комусь цікавою. Коли 2008 року Neon Christ возз'єдналися для концерту в передмісті Атланти, Дюваль побачив, як багато молодих людей співали пісні його групи, і в нього визріла ідея показати два покоління людей, розділених майже тридцятьма роками, і розповісти їхні історії паралельно. 2011 року було запущено кампанію зі збору коштів на знімання фільму, який отримав назву All Alone Together: Neon Christ and Atlanta Hardcore. Загалом було зібрано понад вісім тисяч доларів, але за наступні кілька років фільм так і не вийшов. Схожа доля спіткала ще один документальний проєкт Дюваля, Ancient To Future: The Wisdom of Milford Graves. Він присвячувався сучасному авангардному барабанщику Мілфорду Грейвзу, прозваному «Джазовим ученим». 2011 року вийшов трейлер до фільму, проте робота над картиною, в якій Дюваль виступав у ролі продюсера, режисера та автора сценарію, так і не була закінчена.

## Особисте життя
Крім музики, Вільям Дюваль захоплюється питаннями релігії, астрології та окультизму, а також ретельно стежить за власною фізичною формою. Він закінчив Університет штату Джорджія, здобувши ступінь магістра філософії та спеціалізуючись на питаннях релігії. Дюваль неодноразово торкався тем релігії у своїй творчості. Крім «Неонового Христа», назва групи Comes with the Fall і заголовок їхнього другого альбому The Year is One були відсиланнями до фільму «Дитина Розмарі». Проте Дюваль відкидав будь-які звинувачення в сатанізмі, стверджуючи, що він є «зацікавленим і жадібним учнем усіх релігій і вірувань». Музикант пояснював, що більший інтерес для нього становили походження релігій, їхній розвиток і взаємодія, так само як і вивчення людської природи; він намагався знайти межу між «людським» і «божественним» і ставив перед собою багато інших філософських питань. В анкеті, заповненій 2002 року, серед інших захоплень Дюваль назвав читання, письменництво, біг і перегляд кінофільмів.
Про особисте життя Вільяма Дюваля відомо вкрай мало. 2017 року у своєму твіттері він повідомив, що його подруга знімається у відеокліпі «Nightmare» реп-виконавця Wrekonize, а 2019 року з'явився із супутницею на церемонії вручення «Греммі». Обраницею вокаліста Alice in Chains стала модель і б'юті-блогерка Тереза Гегстром, відома під псевдонімом Tres D Beauty. У серпні 2019 року в онлайн-журналі Hype з'явилася інформація про те, що Гегстром заручена, а 2020 року вона змінила прізвище на Дюваль. Також у Вільяма Дюваля є син, який народився 18 березня 2009 року, в день закінчення запису альбому Black Gives Way to Blue.

## Дискографія
Neon Christ
- 1984 — Neon Christ (EP)[d 14][I]
- 1990 — A Seven Inch Two Times (EP)[d 15].

Bl'ast!
- 1987 — It's In My Blood![d 16][II]

No Walls
- 1992 — No Walls[d 17]

Madfly
- 1996 — Get The Silver[d 18]
- 1998 — White Hot In The Black[d 19]

Comes with the Fall
- 2000 — Comes with The Fall[d 20]
- 2001 — The Year Is One[d 21]
- 2002 — Live 2002[d 22]
- 2003 — Live Underground 2002 (DVD)[d 23]
- 2006 — The Reckoning (EP)[d 24]
- 2007 — Beyond The Last Light[d 25]

Alice in Chains
- 2009 — Black Gives Way to Blue[d 26]
- 2013 — The Devil Put Dinosaurs Here[d 27]
- 2018 — Rainier Fog[d 28]

Giraffe Tongue Orchestra
- 2016 — Broken Lines[d 29]

Вільям Дюваль
- 2019 — One Alone[d 30]

↑ I Дебютний мініальбом Neon Christ також відомий під назвою Parental Suppression.
↑ II Дюваль брав участь у записі альбому Bl'ast! It's In My Blood! (1987), але через те, що залишив гурт, його партії було вилучено з фінального мікса. Лише 2013 року альбом було перевидано під назвою Blood!, і ця версія містила гітарні партії Дюваля.